# Nick Beverley
Nick Gerald Beverley (Kanada, Ontario, Toronto, 1947. április 21. –) profi jégkorongozó és edző.

## Karrier
Komolyabb junior karrierjét az OHL-es Oshawa Generalsban kezdte 1963-ban. Itt egészen 1967-ig játszott és az 1966-os évben megnyerték a J. Ross Robertson-kupát, ám a Memorial-kupa döntőben nem sikerült győzedelmeskedniük. 1967-ben NHL-es Boston Bruinshoz került két mérkőzés erejéig. Két idényt a Oklahoma City Blazersben töltött mielőtt ismét felhívták volna a Bruinshoz. 1969–1970-ben ismét két mérkőzésnyi esélyt kapott a Bostontől majd megint visszaküldték a Oklahoma City Blazersbe. A következő szezont a Hershey Bearsben játszotta végig az AHL-ben. 1971 és 1974 között a Bruins játékosa lett. Azután az 1974-ben a Pittsburgh Penguinsbe került egy szezonra. Ezt követően a New York Rangers vitte el három szezonra majd a Minnesota North Starshoz került két idényre. Innen 1978-ban a Los Angeles Kingshez került hét mérkőzésre de a szezon hátralévő részét a Colorado Rockiesban töltötte. Szintén itt játszotta a következő idényt. 1980-ban vonult vissza a CHL-es Fort Worth Texansból.

## Edzői karrier
1980–1981-ben a CHL-es Houston Apollos vezetőedzője volt. 1981–1982-ben a Los Angeles Kings másodedzője volt. 1982 és 1985 között az AHL-es New Haven Nighthawks vezetőedzője volt. 1985 végén visszakerült a Los Angeles Kingshez. Először 1988-ig játékos megfigyelő volt, majd 2 évig kisebb igazgatói posztot töltött be, utána 2 évig helyettes menedzser lett végül 1992 és 1994 között előléptették menedzserré. A Kingsnél eltöltött évek után a Toronto Maple Leafshez került 1994 végén, ahol előbb játékos igazgató lett, majd 1995–1996-ban a vezetőedző 17 mérkőzésre. Ezután 2000-ig különböző igazgatói posztokat töltött be a csapaton belül. 2000 vége és 2003 között a Chicago Blackhawksnál volt helyettes menedzser. 2005 és 2012 között a Nashville Predatorsnál volt játékos megfigyelő.